# C/2007 D5 (SOHO)
C/2007 D5 (SOHO) – kometa jednopojawieniowa odkryta 19 lutego 2007 roku na zdjęciach SOHO przez Arkadiusza Kubczaka. Należy do grupy komet Kreutza.